# Velocitat d'obturació

El temps d'exposició pot tenir un gran efecte quan es fotografien objectes en moviment. Cal ajustar l'obertura per obtenir una exposició adequada.

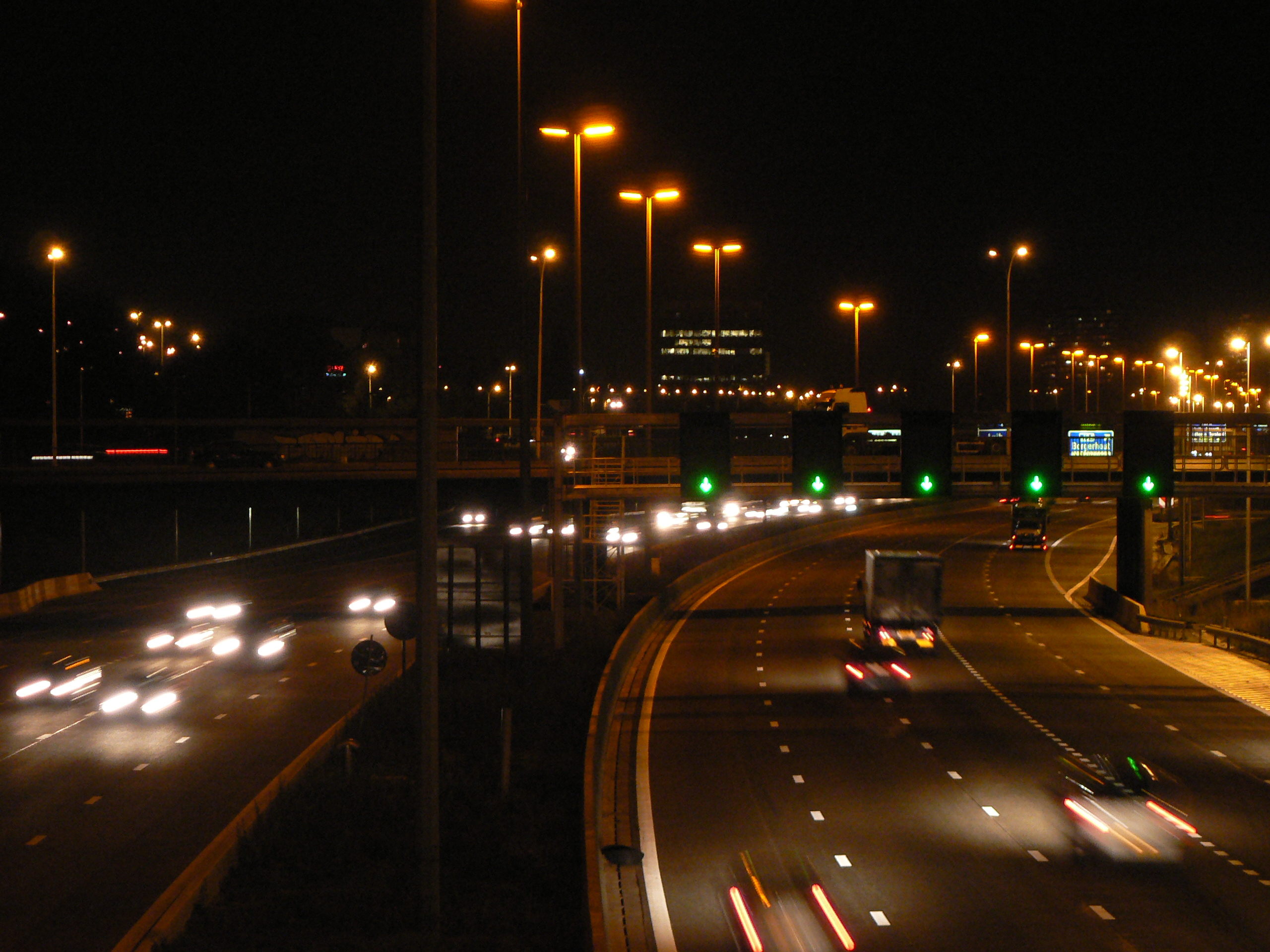
Fotografia amb un temps d'exposició relativament curt, congelació de moviment.

Velocitat d'obturació o, més exactament, temps d'exposició, és un concepte de la fotografia que fa referència al període durant el qual l'obturador d'una càmera fotogràfica està obert. S'expressa segons i fraccions de segons, per la qual cosa en realitat s'està parlant de temps i no de velocitat (distància/temps).
Els temps d'exposició d'una càmera fotogràfica poden ajustar-se en valors discrets. El salt de cada valor al següent s'anomena un pas fotogràfic. Aquests valors acostumen a oscil·lar entre els 30 segons i 1/8000 de segon; per a poder realitzar exposicions més llargues acostuma a existir l'opció B (o mode Bulb) en la qual l'obturador es manté obert durant el temps que mantinguem el dit sobre el piu. Una variant del mode B és el mode Time (T), gairebé en desús, en el qual s'ha d'accionar el piu una vegada per iniciar l'exposició del sensor o pel·lícula, i una altra per finalitzar-la.
Tot i que no podem parlar de temps ràpids o lents sense fer referència a la situació la qual estem fotografiant, a efectes pràctics i en la majoria de situacions, podem distingir diversos temps:

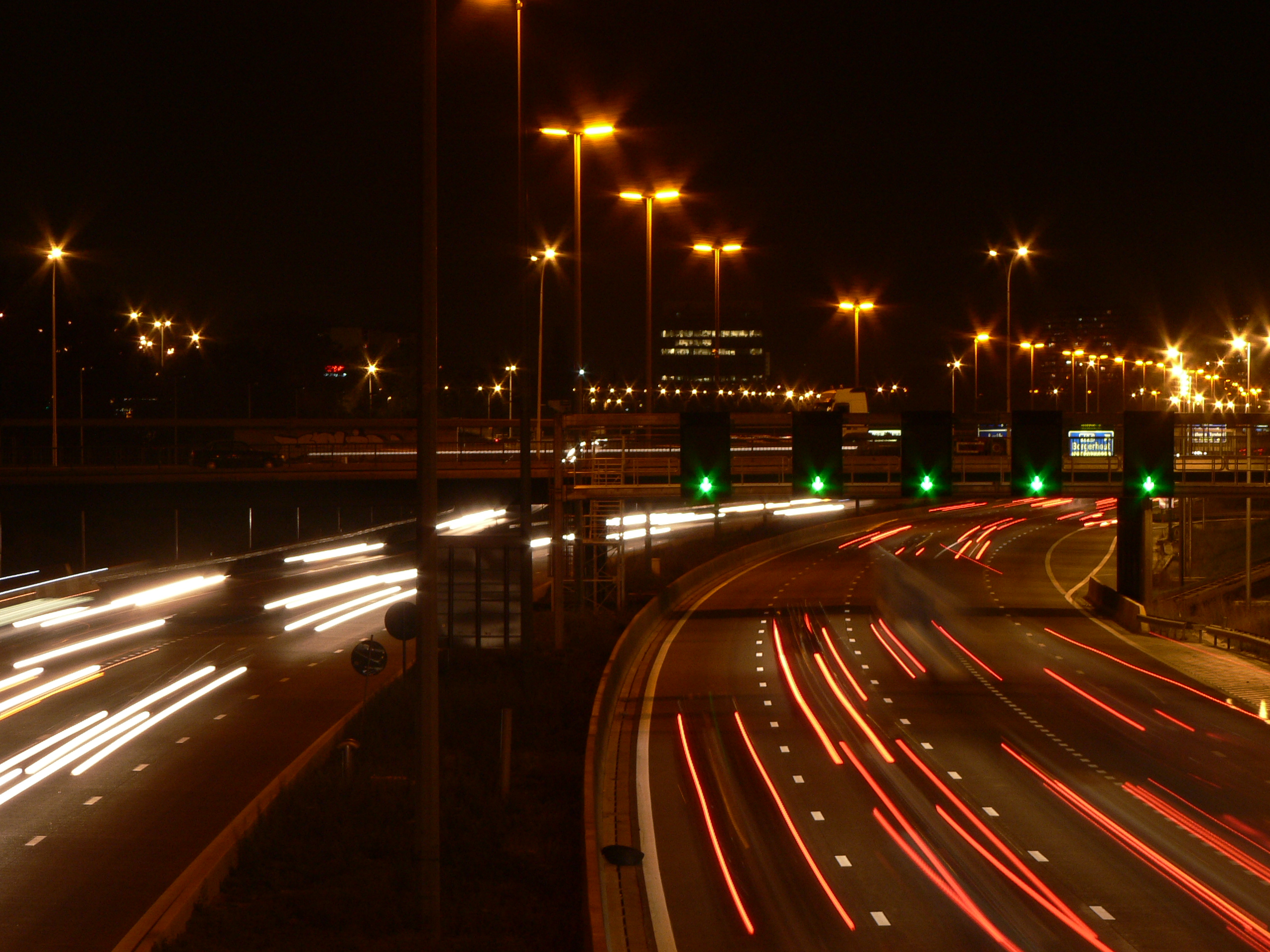
Fotografia des del mateix lloc amb una velocitat més lenta (2s), mostrant l'efecte de desplaçament.

- Temps d'exposició curts: superiors a 1/60 segons; l'obturador es manté obert molt poc temps, per tant, deixar passar menys llum cap a l'element fotosensible. Amb aquestes imatges, segons l'òptica utilitzada, s'aconsegueix congelar o reduir notablement el moviment.
- Temps d'exposició llargs: inferiors a 1/60 segons; l'obturador roman obert més temps, deixant passar més llum. Amb aquestes s'aconsegueixen imatges mogudes, desplaçades, que aporten una major sensació de moviment i desplaçament. Amb aquests temps d'obturació és recomanable l'ús d'un trípode per tal que la càmera no quedi moguda amb el pols.

El temps d'exposició, junt amb la sensibilitat de la pel·lícula fotogràfica (en el cas de les càmeres tradicionals) o sensor d'imatge (en càmeres digitals) i l'obertura del diafragma, determina el valor d'exposició per a una fotografia.

## Introducció
El terme velocitat de tret és el temps durant el qual l'obturador roman obert deixant passar la llum al sensor. En la fotografia digital és el temps que el sensor d'imatge "veu" l'escena que està tractant de capturar. Juntament amb l'obertura del diafragma és un dels principals components necessaris per a formar una exposició adequada.
En general es mesura en segons o fraccions de segon; 1”, 2”, 1/20, 1/60, 1/250. El més freqüent és disparar amb fraccions de segon, que de vegades per comoditat se solen expressar en la càmera amb xifres com 30, 60, 250, 2000, etc. El més habitual és que una càmera pugui seleccionar entre velocitats que van des dels 30” fins als 1/2000. Com més gran és el denominador, major serà la velocitat, és a dir, aquesta serà molt més ràpida. Aquestes velocitats són les més utilitzades, ja que és més difícil retratar alguna cosa que es mou lentament sense aplicar cap mena de moviment extern a la càmera mentre que el obturador s'obre i dona lloc a fotografies amb una manca considerable de definició. És per aquest motiu que és necessari un trípode o algun tipus d'estabilització d'imatge.
Són múltiples les combinacions de velocitat de tret depenent del que es vulgui fer. Les velocitats curtes (també anomenades ràpides) es poden utilitzar per a congelar el moviment, per exemple, d'un cotxe de F1. En canvi, les velocitats de llarga exposició (també conegudes com a lentes) es poden utilitzar per a difuminar intencionadament el moviment per a obtenir efectes artístics o per a fer fotografies nocturnes amb poca llum, les quals necessiten aquesta velocitat per tal que arribi més quantitat de llum al sensor. Cal tenir en compte que quant menor sigui la velocitat, més sensible és la imatge a la vibració de la càmera.

## Utilitat a la fotografia
La velocitat de tret és un dels mètodes sovint utilitzats per a manipular els efectes visuals de la imatge final més enllà de la seva lluminositat. La selecció de diferents velocitats de tret donarà lloc a un altre tipus d'efecte visual en la fotografia final. hem de tenir en compte que en certes ocasions el moviment ens afavoreix en la realització d'una fotografia. Per exemple, quan es fa una foto d'una cascada i es desitja mostrar com de ràpid llisca l'aigua; o quan es pren una foto d'un cotxe de carreres i es busca donar sensació de velocitat; o quan es fa una foto al cel a la nit i es vol mostrar el moviment dels estels en un període més llarg de temps. En tots aquests casos l'elecció d'una velocitat de tret més perllongada serà el camí a seguir. No obstant això, en tots aquests casos és necessari utilitzar un trípode. La majoria de la gent relaciona “lent” amb el fet que una imatge es desenfoqui, però de vegades pot crear un impacte visual més potent que les imatges fetes amb la congelació que ens aporta l'alta velocitat de tret.
Una operació de la càmera en mode manual requereix que s'estableixi la velocitat de tret i el diafragma en la lent de forma manual. Tot i així, existeixen altres maneres que permeten tenir una de les dues opcions automàtiques:
- Amb prioritat de tret AE: Una manera d'exposició que permet seleccionar la velocitat desitjada i la càmera mateixa estableix el valor d'obertura a joc per a una exposició correcta. Si canvia la velocitat de tret, o els canvis de nivell de llum, la càmera ajusta l'obertura en conseqüència.
- Amb prioritat d'obertura AE: Una manera d'exposició que li permet ajustar l'obertura, mentre que la càmera ajusta la velocitat de tret per a una correcta exposició. Si es canvia l'obertura, o els canvis de nivell de llum, la velocitat de tret canviarà automàticament.

En la majoria dels casos, la prioritat d'obertura AE és generalment representat amb una "A" i la prioritat de tret AE amb "Tv" o "S”.
La llista següent proporciona una visió general dels usos comuns de la fotografia per a velocitats de tret estàndard:
- 1 / 16000: La velocitat més ràpida disponible.
- 1 / 8000: La velocitat més ràpida disponible en la producció de càmeres SLR a partir de 2009. S'utilitza per a prendre fotografies nítides de subjectes en moviment molt ràpid, com les aus o els avions, en condicions de bona il·luminació, amb un nombre d'ISO de 1000 o més i una gran obertura de la lent.
- 1 / 4000: La velocitat més ràpida disponible en els consumidors de càmeres SLR a partir de 2009. S'utilitza per a prendre fotografies nítides de subjectes en moviment considerablement ràpid, com els atletes o els vehicles, en condicions de bona il·luminació i amb una sensibilitat ISO de fins a 800.
- 1 / 2000 i / 1000: S'utilitza per a prendre fotografies nítides de subjectes en moviment moderadament ràpid sota condicions normals d'il·luminació.
- 1 / 500 i / 250: S'utilitza per a prendre fotografies nítides de persones en relatiu moviment en situacions quotidianes.
- 1 / 125: Aquesta velocitat, i les més lentes a partir d'aquesta, ja no són útils per a captar en el punt de congelació un cos en moviment. Aquesta velocitat d'obturació s'utilitza amb la finalitat d'obtenir una major profunditat de camp, així com la nitidesa general de la fotografia de paisatge.
- 1 / 60: S'utilitza per a desplaçar preses de fotografies i per a les imatges preses en condicions de poca llum.
- 1 / 30: S'utilitza per a captar el desplaçament d'objectes en moviment a menys de 30 milles per hora (48 km/h) i de la llum. Les imatges preses amb aquesta velocitat i d'altres més lentes requereixen normalment d'un trípode de càmera o d'algun altre tipus de suport.
- 1 / 15 i 1 / 8: Aquesta i altres velocitats més lentes són útils per a realitzar fotografies que són panoràmiques amb desenfoc del moviment. També s'empra per a prendre fotografies nítides de subjectes immòbils sota males condicions d'il·luminació. En aquestes situacions també cal l'ús d'un trípode de càmera o d'algun altre element de suport per a aquesta.
- 1/4 s, 1/2: També s'utilitza principalment per a efectes de desenfoc del moviment i/o per a prendre fotografies amb poca llum, però només amb el suport del trípode de càmera.
- D'1 minut a diverses hores: s'utilitza amb una càmera fixa mecànicament en fotografia d'astres i per a certs efectes especials.

És indiferent la combinació de temps i quantitat de llum, sempre que la quantitat de llum sigui la correcta juntament amb el temps. La majoria de les càmeres SLR convencionals tenen marcada la velocitat de tret en el panell superior del cos de la càmera per tal d'ajustar la velocitat del obturador, encara que això pot variar segons el disseny de la càmera.

## Escala de Temps

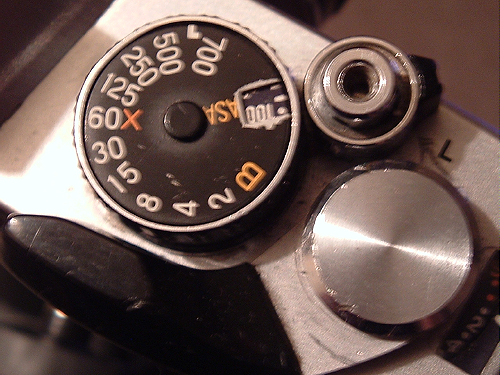
Dial de l'obturador en una Fujica STX-1.

L'escala típica de temps acostuma a ser:
| Valor | temps d'equivaloració del disparador |
| ----- | ------------------------------------ |
| B     | mentre es manté polsat el disparador |
| 30"   | 30 segons                            |
| 15"   | 15 segons                            |
| 8"    | 8 segons                             |
| 4"    | 4 segons                             |
| 2"    | 2 segons                             |
| 1"    | 1 segons                             |
| 2     | 1/2 segons                           |
| 4     | 1/4 segons                           |
| 8     | 1/8 segons                           |
| 15    | 1/15 segons                          |
| 30    | 1/30 segons                          |
| 60    | 1/60 segons                          |
| 125   | 1/125 segons                         |
| 250   | 1/250 segons                         |
| 500   | 1/500 segons                         |
| 1000  | 1/1000 segons                        |
| 2000  | 1/2000 segons                        |
| 3000  | 1/3000 segons                        |
| 4000  | 1/4000 segons                        |

En avançar un pas en aquesta escala es redueix a la meitat el temps, deixant entrar menys llum.

## Temps llargs

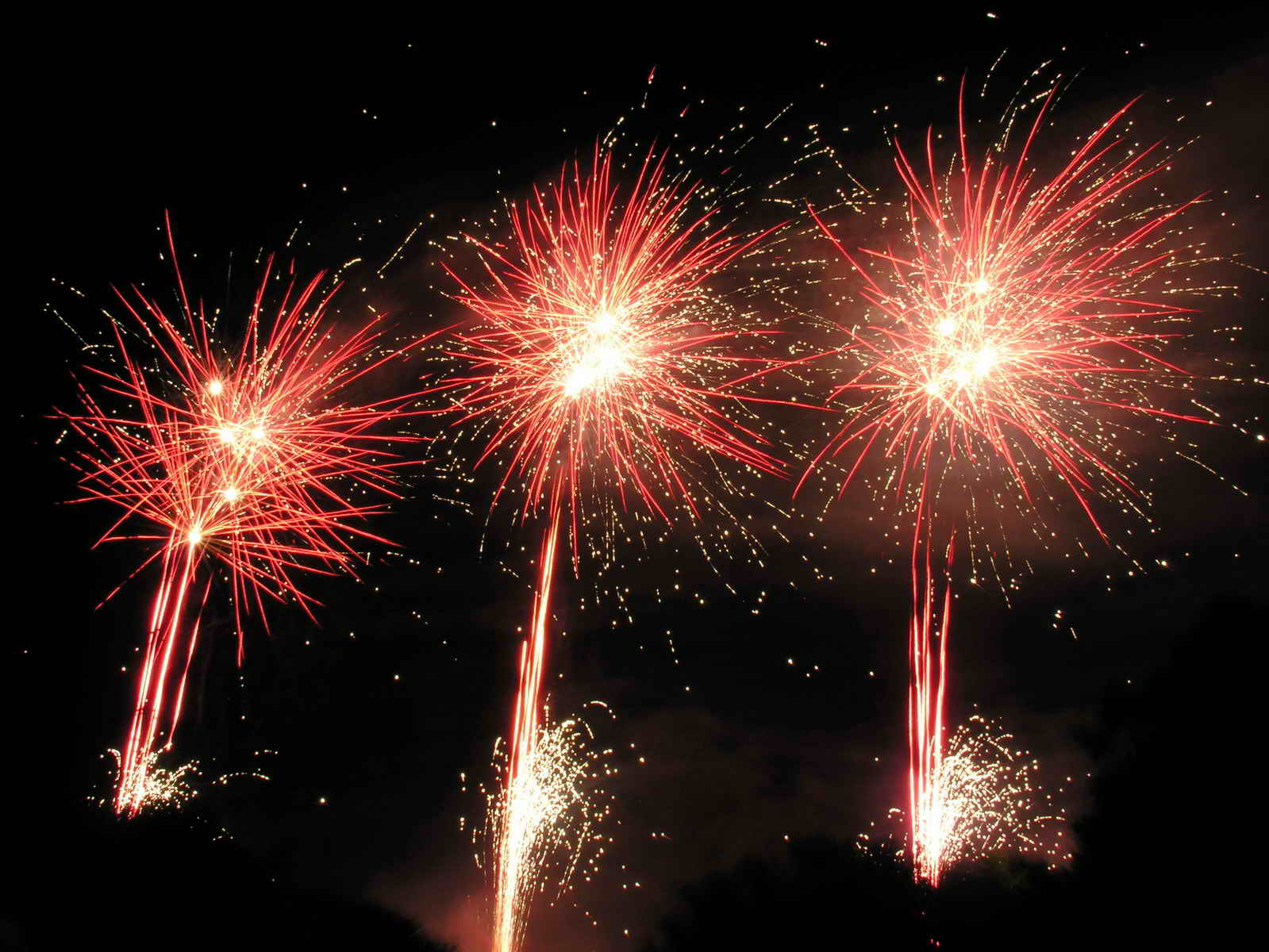
Focs artificials amb 4 segons d'exposició.

Un temps d'exposició llarg serà més sensible al moviment i es pot expressar en forma difusa i un de més curt obtindrà una imatge "congelada" i nítida. En fotografia digital, la sensibilitat ISO també és un paràmetre ajustable; una ISO més gran ens permet una fotografia més ràpida.
Quan parlem de temps llargs, una de les tècniques més conegudes és l'efecte seda. Aquest efecte es fa a llocs amb aigua, com el mar, un riu o un salt. Consisteix a ajustar la càmera a velocitats lentes per tal que quedi difuminada i es vegi més plana, tranquil·la i calmada. El problema d'aquesta tècnica, és que en fer servir velocitats lentes i de dia, les fotos queden molt clares, per això s'ha d'utilitzar un filtre per tal de reduir la llum que entra al sensor.

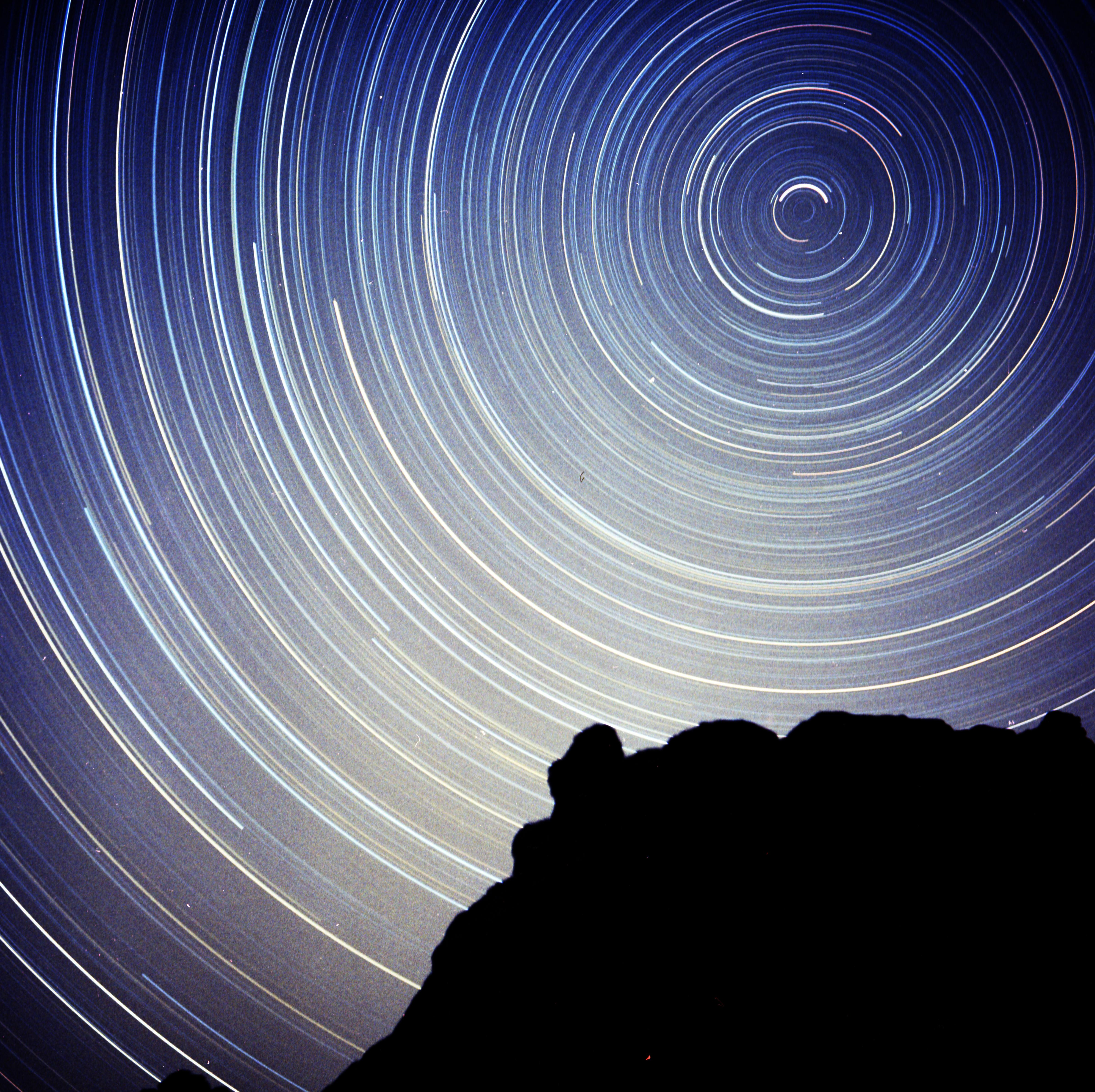
Tècnica circumpolar

Una altra tècnica coneguda és la de fotografia d'estrelles. Òbviament s'ha de fer quan és de nit i amb una velocitat molt lenta per tal de poder obtenir una foto que no estigui molt fosca. En aquesta tècnica, en estar molta estona fent la foto, obtenim les estrelles difuminades gràcies al moviment de rotació que fa la terra. Si apuntem a l'estrella polar, que només es pot veure des de l'hemisferi nord del planeta, obtindrem el rastre de totes les estrelles, que formen cercles al voltant de l'estrella polar. Aquesta tècnica s'anomena circumpolar.
Una tècnica estèticament molt interessant i que transmet el moviment sense utilitzar un temps realment lent és l'escombrat.

## Galeria d'imatges

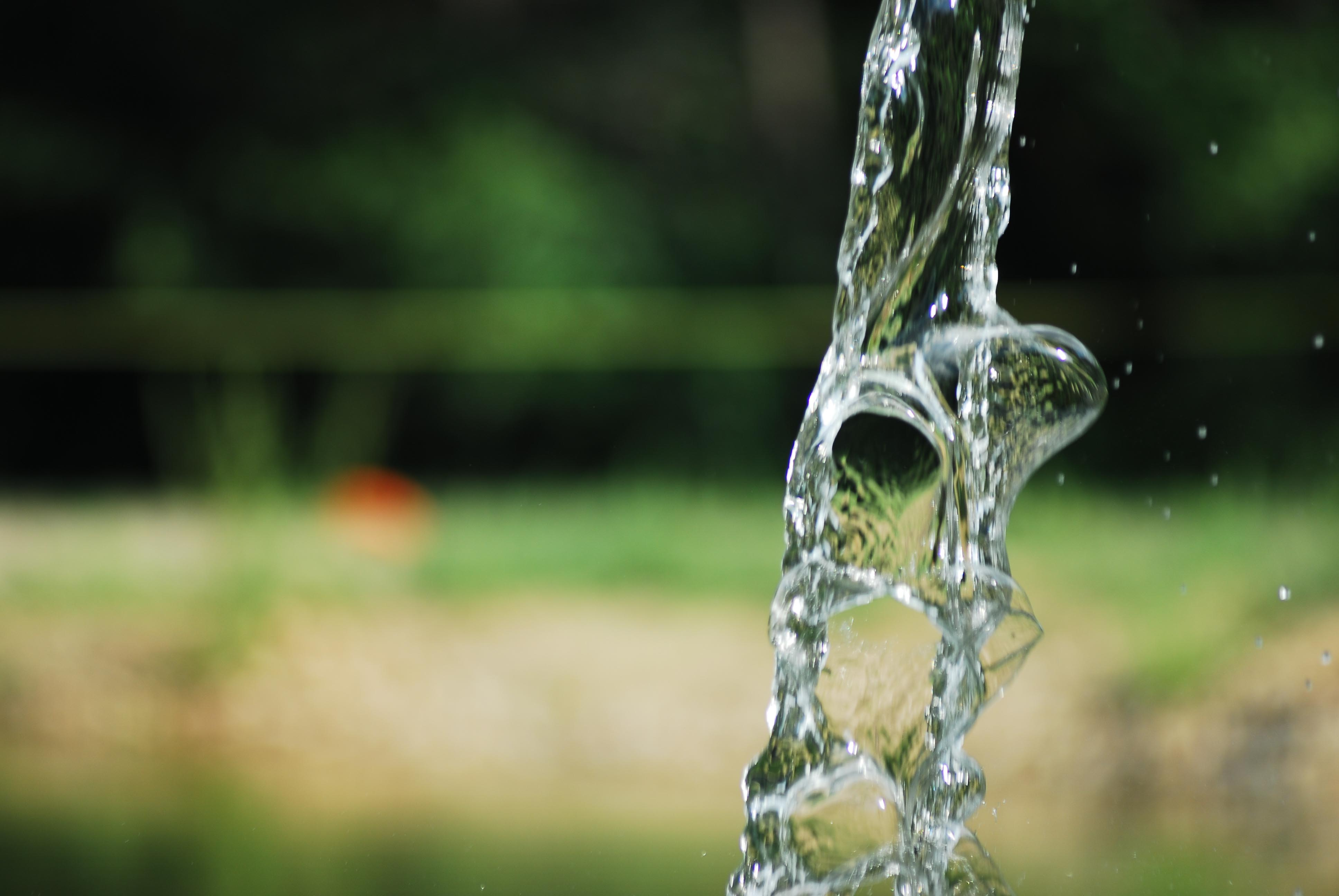
Temps d'exposició 1/1000
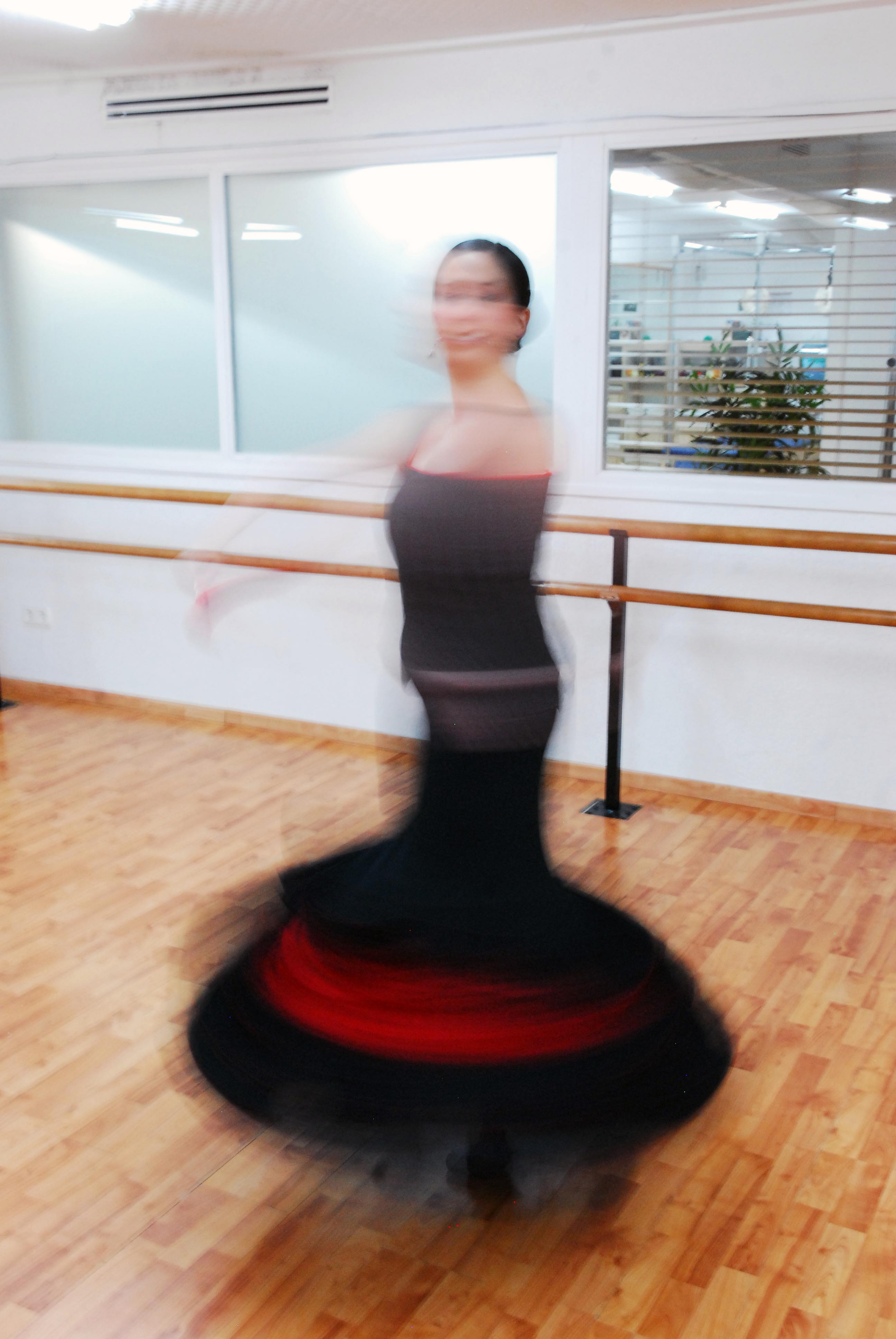
Temps d'exposició 1/4
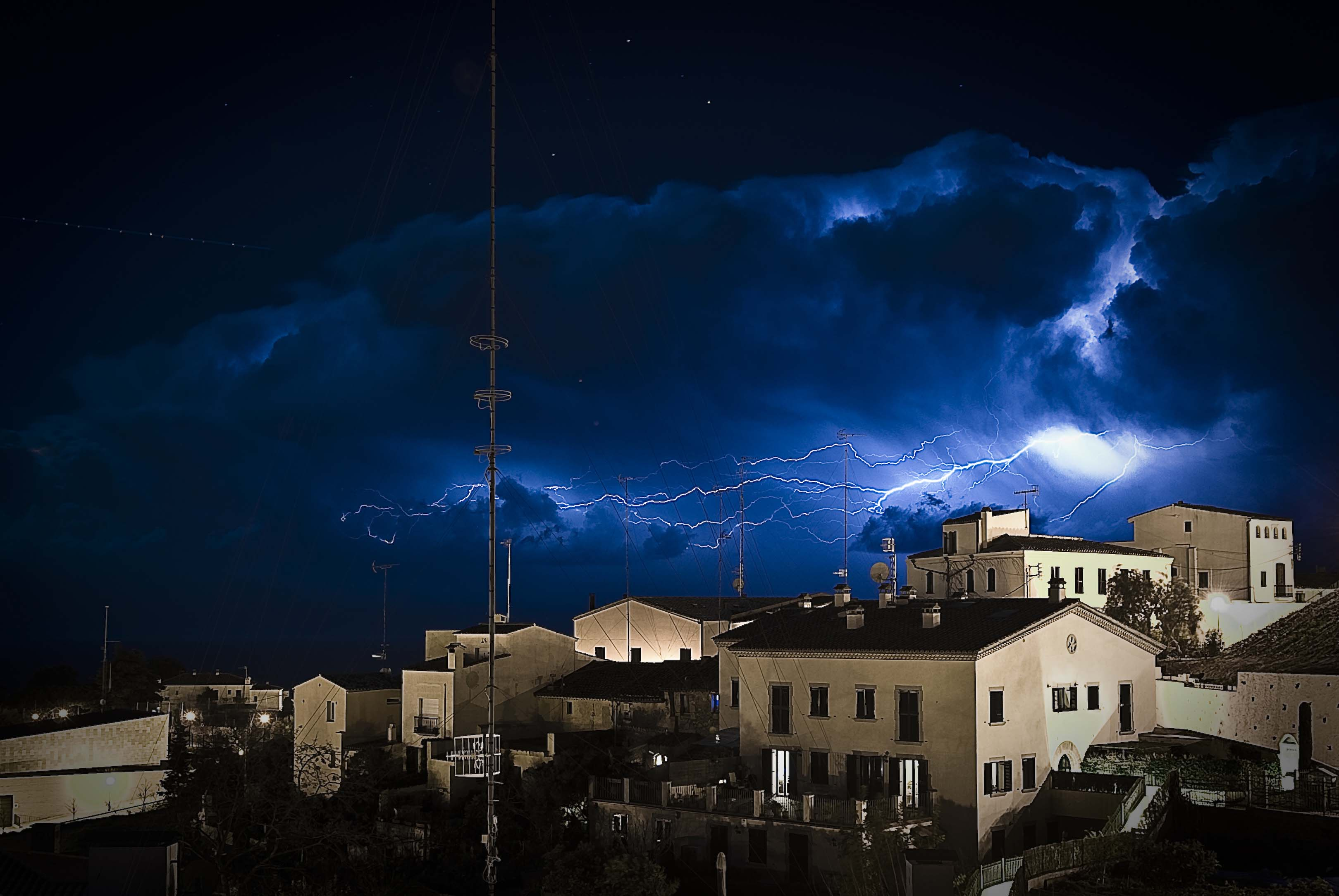
Temps d'exposició 15 segons
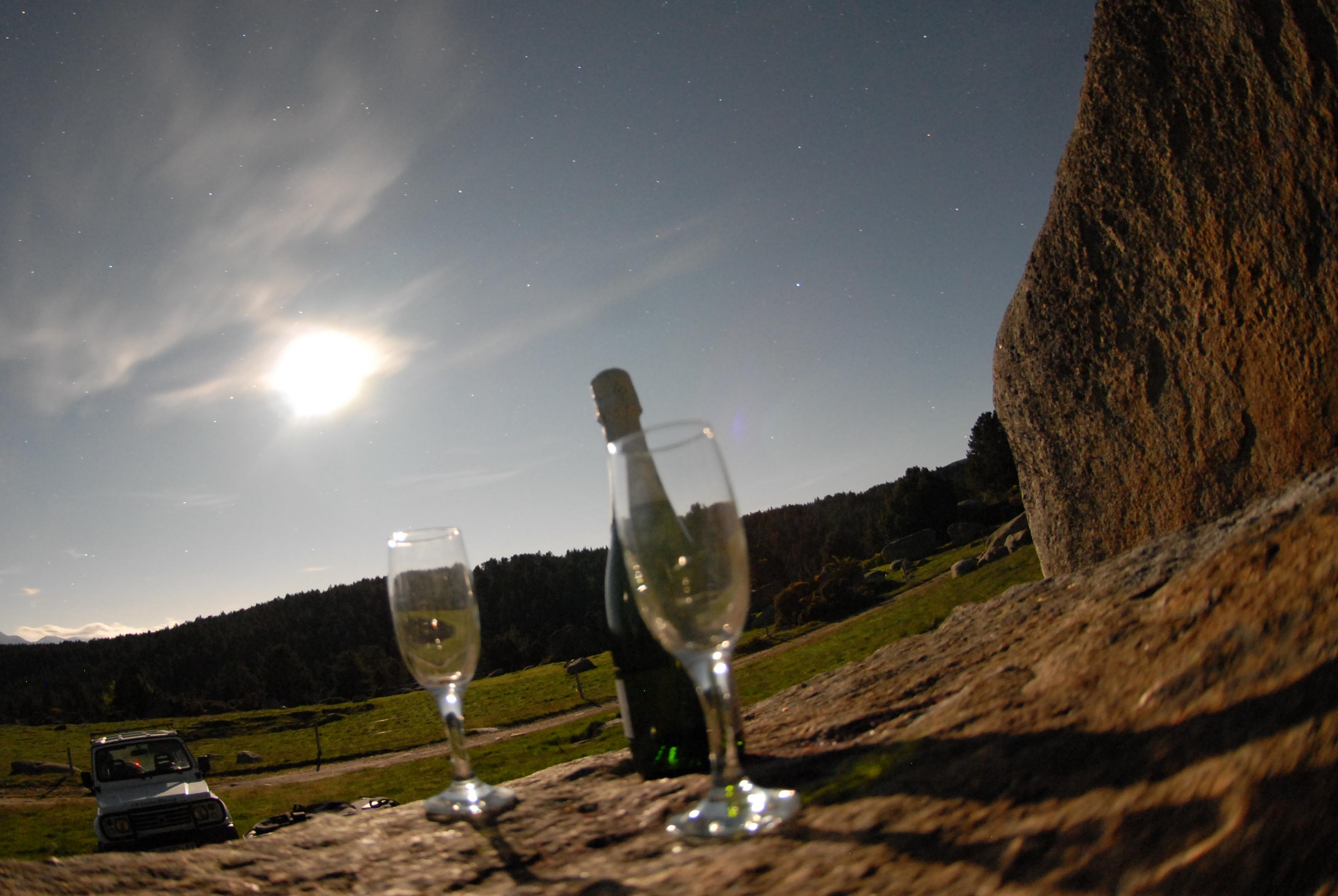
Temps d'exposició 30 segons (Nit)